# Compagnie des chemins de fer du Nord
Pour les articles homonymes, voir Compagnie du Nord.

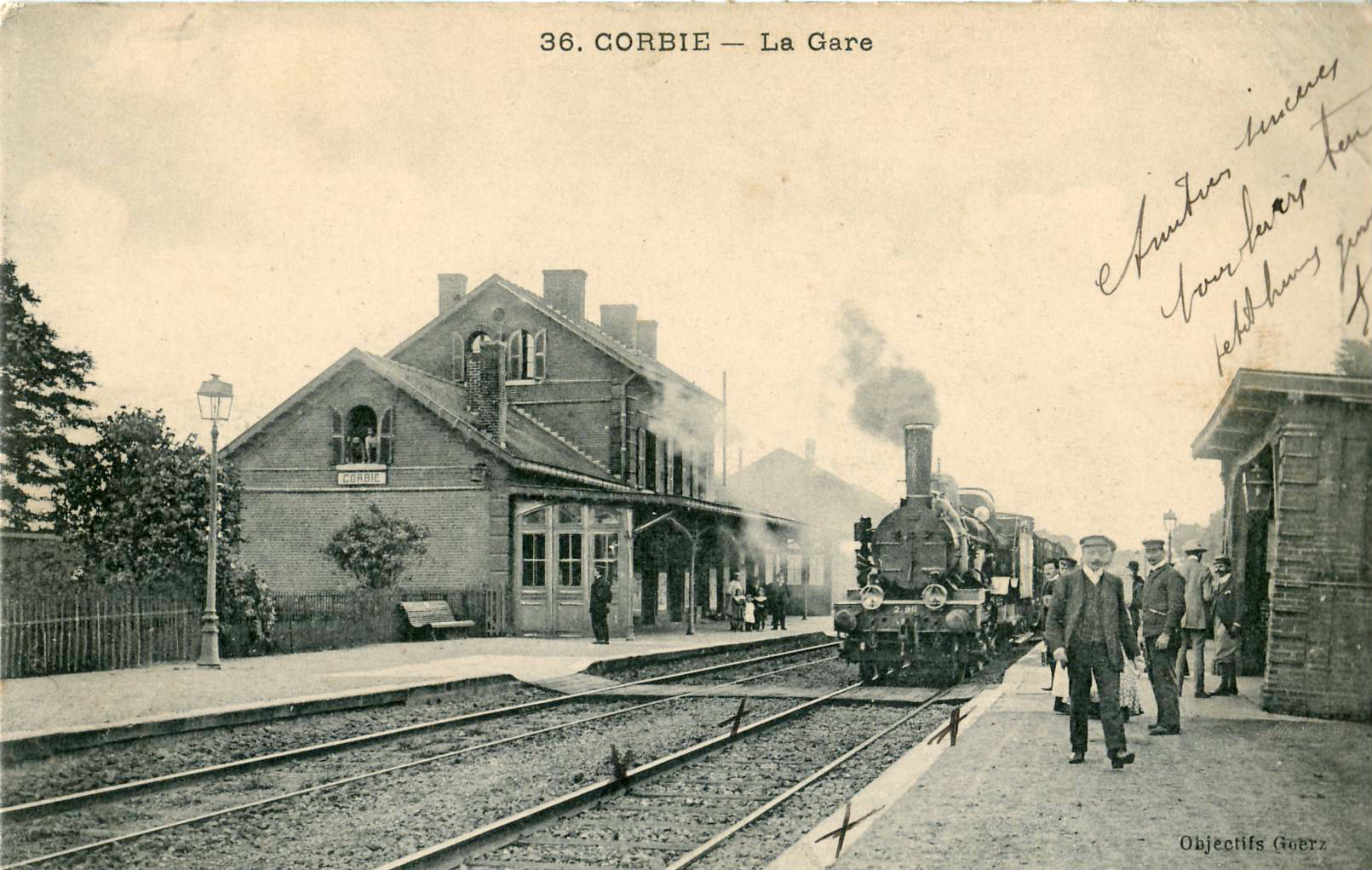
Un train en gare de Corbie.

La Compagnie du chemin de fer du Nord est une compagnie française qui exploite le réseau ferroviaire du Nord de la France de 1845 à 1938. Elle est créée le 20 septembre 1845 par le banquier James de Rothschild et ses associés, sous le nom de Compagnie du chemin de fer du Nord, pour exploiter la concession par l'État des lignes de Paris à la frontière belge par Lille et Valenciennes, avec des embranchements annexes. Elle gardera le nom de Compagnie du Chemin de fer du Nord malgré l'absorption d'autres compagnies du secteur Nord de la France. Elle acquiert rapidement une forte densité de réseau et de trafic, et sert de modèle aux autres grandes compagnies. Elle est une des principales composantes de la SNCF créée en 1938.

## Histoire
L'État concède le 10 septembre 1845 la ligne Paris-frontière belge par Lille et Valenciennes et les embranchements vers Dunkerque et Calais. La « Compagnie du chemin de fer du Nord », compagnie française, est créée le 20 septembre 1845 par les banquiers James de Rothschild, Jean-Henri Hottinguer et Edward Blount, au capital de 200 millions et 20 000 actionnaires.
Lors du krach de 1847, l'action de la compagnie est celle qui résiste le mieux à la défiance des investisseurs, même si elle perd plus de la moitié de sa valeur. Dès mars 1849, elle a quasiment retrouvé son niveau de 500 francs fixé lors de la création en 1845.
| Date  | émission   | 22 septembre 1845 | 5 décembre 1845 | 9 janvier 1846 | 30 septr 1847 | février 1848 | 7 mars 1848 | 6 avril 1848 | mars 1849  |
| Cours | 500 francs | 845 francs        | 710 francs      | 757 francs     | 329 francs    | 536 francs   | 390 francs  | 302 francs   | 463 francs |

Créée pour assurer le trafic vers la région Nord en particulier vers les régions minières, la Belgique et la Grande-Bretagne, la première ligne joint, dès 1846, Paris à Douai et Lille.

### Extension du réseau
Le réseau est vite étendu vers Valenciennes, Amiens et Boulogne par absorption des autres compagnies présentes dans la région (Picardie et Flandres, Nord-Est, Lille à Béthune, Lille à Valenciennes, etc.) :
- la Compagnie du chemin de fer de Creil à Saint-Quentin, créée le 24 avril 1846 par les mêmes actionnaires plus M. Laffitte, présidé par Alexandre Goüin, le 1er avril 1847.
- la Compagnie du chemin de fer d'Amiens à Boulogne, créée le 29 mai 1845 par M. Blount et M. Laffitte, le 19 février 1852.

Rapidement, le réseau Nord devient l’un des plus denses et des plus actifs en France et la compagnie est reconnue comme ayant un des meilleurs bureaux d'études du matériel.
Au même titre que pour la Compagnie de l'Est, une filiale est créée en Belgique, sous le nom de « Compagnie du Nord - Belge ». Elle exploite notamment les lignes Liège - Namur (actuelle ligne 125 belge) et Namur - Dinant - Givet (ligne 154).
Les locomotives à vapeur de la compagnie du Nord sont d'abord d'un vert éclatant à filets rouges puis les machines « Compound » reçoivent la fameuse livrée « chocolat » à filets jaunes. Les machines de service mixte ou de manœuvre restent noires.
|            |
| Vers 1853. |

|          |
| En 1914. |

|          |
| En 1937. |

### Nationalisation et composante de la SNCF

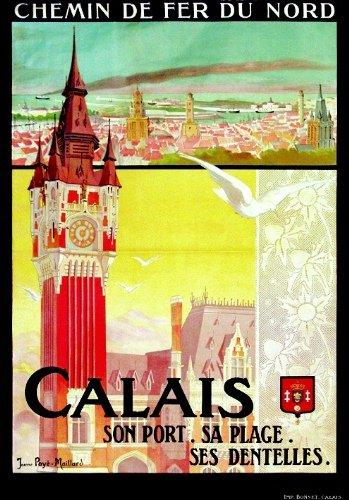
Chemin de Fer du Nord, affiche de promotion.

En 1937, la Société nationale des chemins de fer français (SNCF) est créée à l'initiative du gouvernement, Cyrille Grimpret étant directeur général des chemins de fer au ministère des travaux publics, et les compagnies régionales privées sont nationalisées. Par convention avec l'État, la Compagnie cède son activité à la nouvelle société nationale, qui gère depuis lors la plupart des réseaux français. convention du 31 août 1937 sous la dénomination de « Compagnie du Chemin de fer du Nord » et représentée par MM. le Baron Édouard de Rothschild, Président du conseil d'administration, et René Mayer, vice-président.

### La Compagnie du Nord
Après la reprise de son activité principale par la SNCF, la Compagnie du chemin de fer du Nord devient la Compagnie du Nord. En association avec la Compagnie du P.O., elle sert de holding au groupe Rothschild. La banque Rothschild est alors une filiale de la Compagnie du Nord.
En 1978, la banque Rothschild absorbe la Compagnie du Nord et redevient l'entreprise principale du groupe.
La banque Barclays deviendra propriétaire de fait des actifs et archives de la Compagnie après le rachat de la Banque Rothschild.

## Le matériel roulant

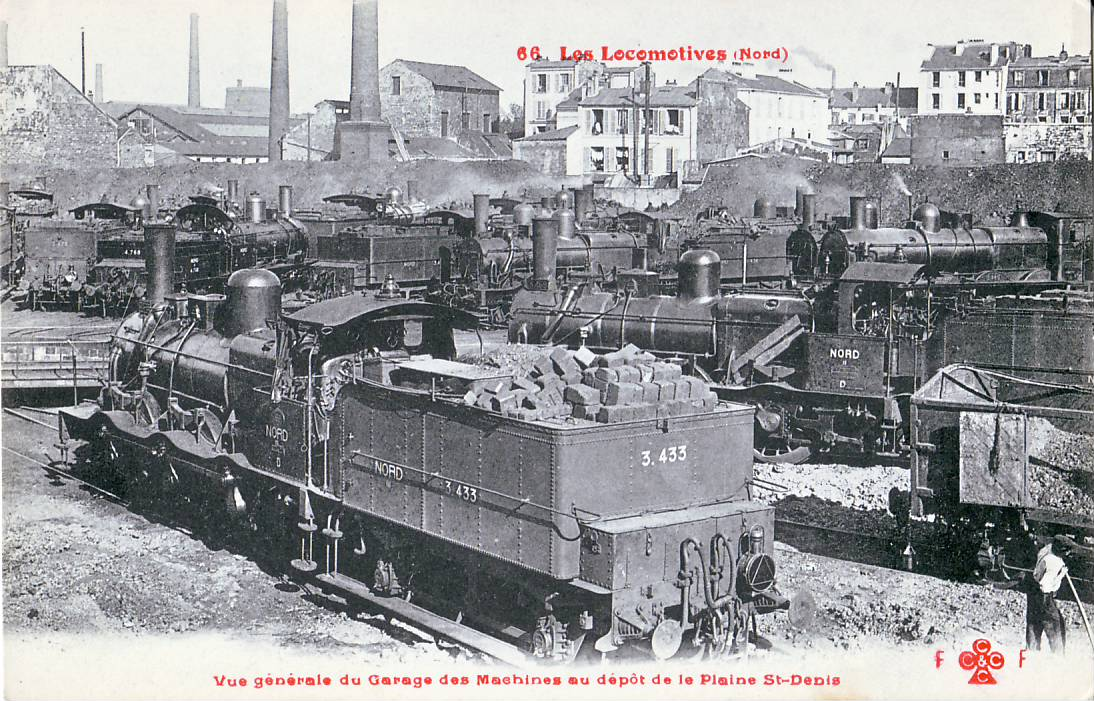
Le dépôt de La Plaine au début du XXe siècle.

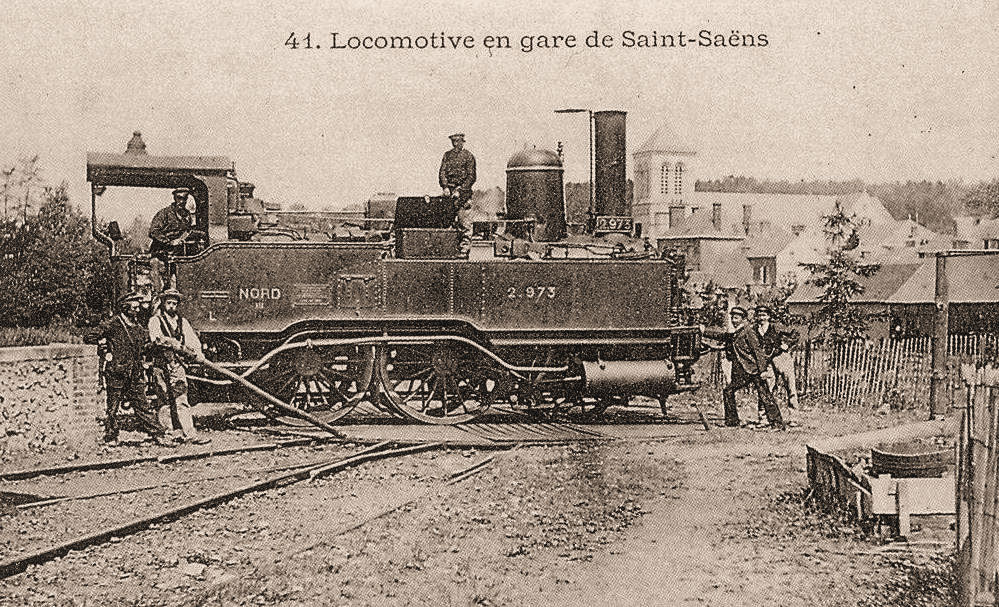
Locomotive en gare de Saint-Saëns.

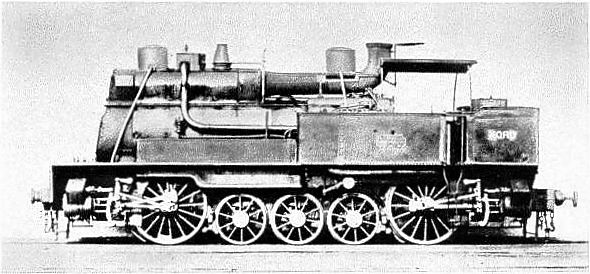
Locomotive système Petiet, à 4 cylindres et 2 essieux moteurs.

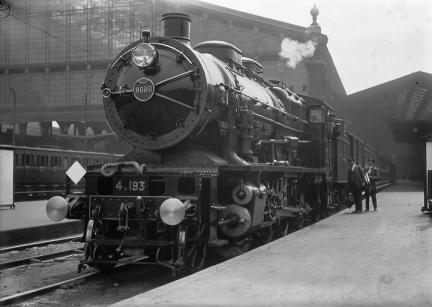
Locomotive type 140, construite par Cail en tête d'un train de voyageur en gare de Paris Nord.

À l'origine de la compagnie, le matériel se compose de locomotives livrées au Nord et du matériel acquis auprès des autres compagnies, lors des fusions. Il s'est ensuivi un nombre important de séries de machines très diverses.
On peut classer ces machines en deux catégories :
1. Machines de vitesse pour trains de voyageurs : elles ont des roues de grand diamètre et elles remorquent des trains légers, généralement ces machines sont du type 120 ou 021 ;
2. Machines pour trains de marchandises : elles possèdent trois essieux moteurs au minimum, et des roues de faible diamètre, ces machines sont du type 030.

Comme pour tout le parc des grands réseaux, au début du XXe siècle, les 120 sont transformées en 220 et les 030 en 040 puis en 140.

### Sections de chemins de fer de campagne
Pour organiser ses transports et les constructions et exploitations de lignes militaires, le ministère de la Guerre a une direction dénommée : Direction des Chemins de fer de Campagne (D.C.F.C.). Le personnel des sections technique d'ouvriers de Chemins de fer de Campagne est recruté dans le personnel des réseaux, parmi les ingénieurs, employés et ouvriers au service des grandes compagnies et du réseau de l'État, soit volontaires, soit assujettis au service militaire par la loi de recrutement était réparti en dix sections :
- 5e section : Nord.
- 8e section : Est, État et Nord.

## Personnalités de la compagnie
- James de Rothschild (1792-1868), banquier, fondateur de la compagnie en 1845.
- Jules Petiet (1813-1871), ingénieur en chef, directeur de l'exploitation et directeur du matériel de la Compagnie, de 1846 à 1871.
- Charles-Urbain Bricogne (1816-1898), ingénieur en chef du matériel, inventeur du frein Bricogne.
- Charles Albert Dehaynin (1841-1908), administrateur (il sera aussi président de la Compagnie des Chemins de Fer de l’État Algérien).
- Albert Sartiaux : polytechnicien et ingénieur des ponts et chaussées, il commence sa carrière au « service voirie »[7] en 1893. Il en devient l'une des personnalités marquantes comme directeur de l'exploitation.
- Paul-Émile Javary (1866-1945), ingénieur en chef, directeur de l'exploitation. Notamment pendant et après la Première Guerre mondiale.
- Gaston du Bousquet, ingénieur en chef de la traction, concepteur de locomotives.
- Raoul Dautry, ingénieur.
- Alfred Armand (1805-1888), architecte en chef pour la compagnie de 1845 à 1852[8].
- Jules-Léon Lejeune (1800-1877), architecte, chef de la section des bâtiments à partir de 1852[8].
- Charles Chobrzyński (1809-1883), devient inspecteur principal de la Traction en 1845[9].
- Sidney Dunnett (1837-1895), architecte, promu architecte en chef à la fin des années 1870.

## Objets commémoratifs
La numismatique ferroviaire évoque la Compagnie du chemin de fer du Nord au travers de plusieurs médailles à l'occasion d’un événement officiel :
- 1846 : inauguration[10] ;
- 1846 : inauguration (banquet de Lille)[11] ;
- 1846 : inauguration (duc de Nemours et duc de Montpensier)[12] ;
- 1846 : inauguration (chemin de fer d'Amiens) ;
- 1848 : incendie de la gare du Nord à Lille (2 médailles sur le même sujet) ;
- 1857 : inauguration de la ligne Paris à Beauvais ;
- sd : jeton de présence au conseil d’administration de la compagnie[13] ;

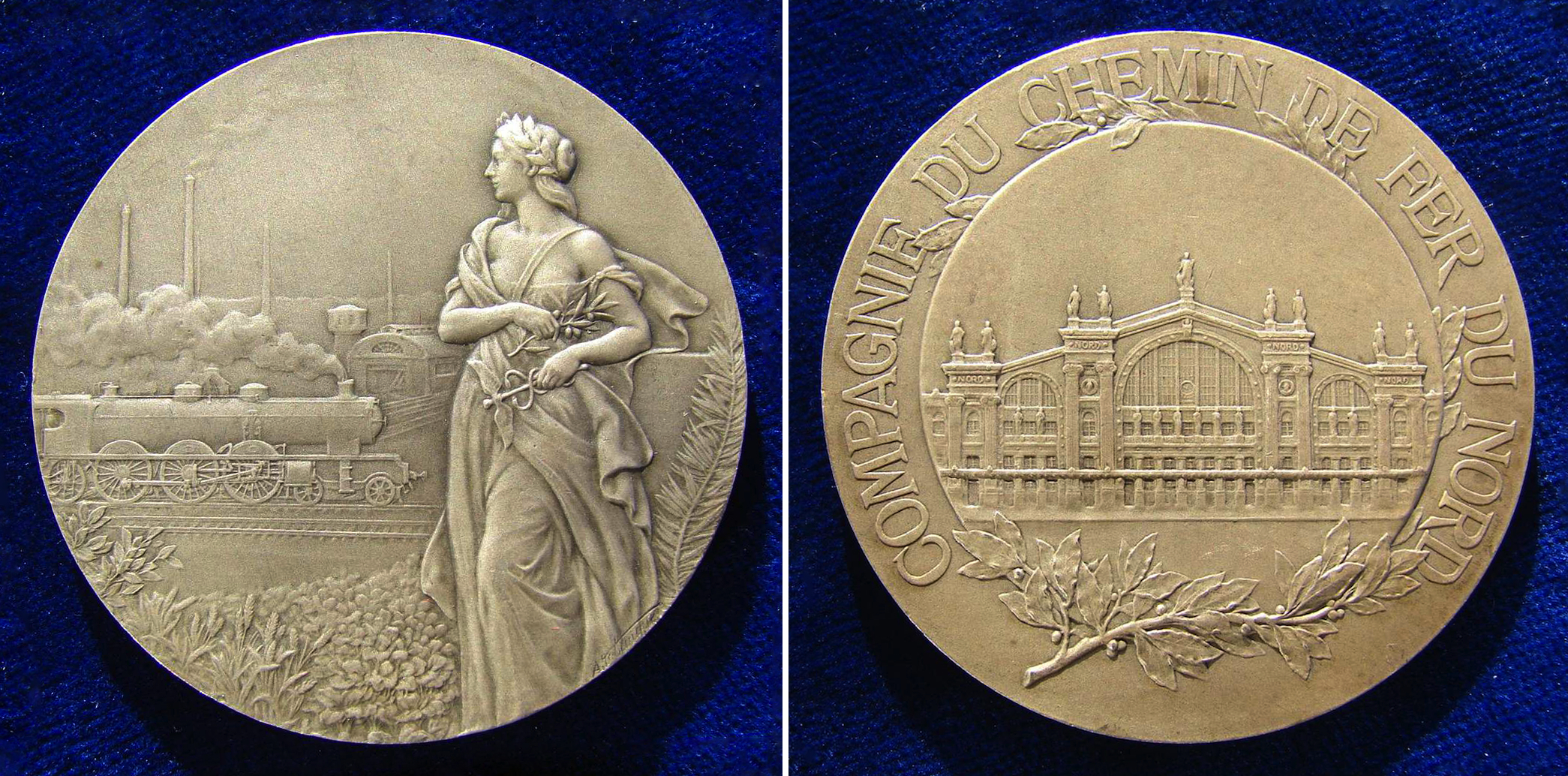
Médaille Paris Gare du Nord/Locomotive type 231 (Pacific).

Soit au titre d’un événement à caractère social (liste non exhaustive) :
- 1929 : Gare fleurie[14] ;
- 1932 : Compétition de natation[15] ;
- 1935 : Concours hippique[16] ;
- 1934 : Prix à un chef de gare[17] ;
- 1936 : Régates à Enghien[18] ;
- sd : Association Amicale Chemin de fer du Nord[19]